# Calle San Isidoro (Oviedo)
La calle San Isidoro es una vía pública de la ciudad española de Oviedo.

## Descripción

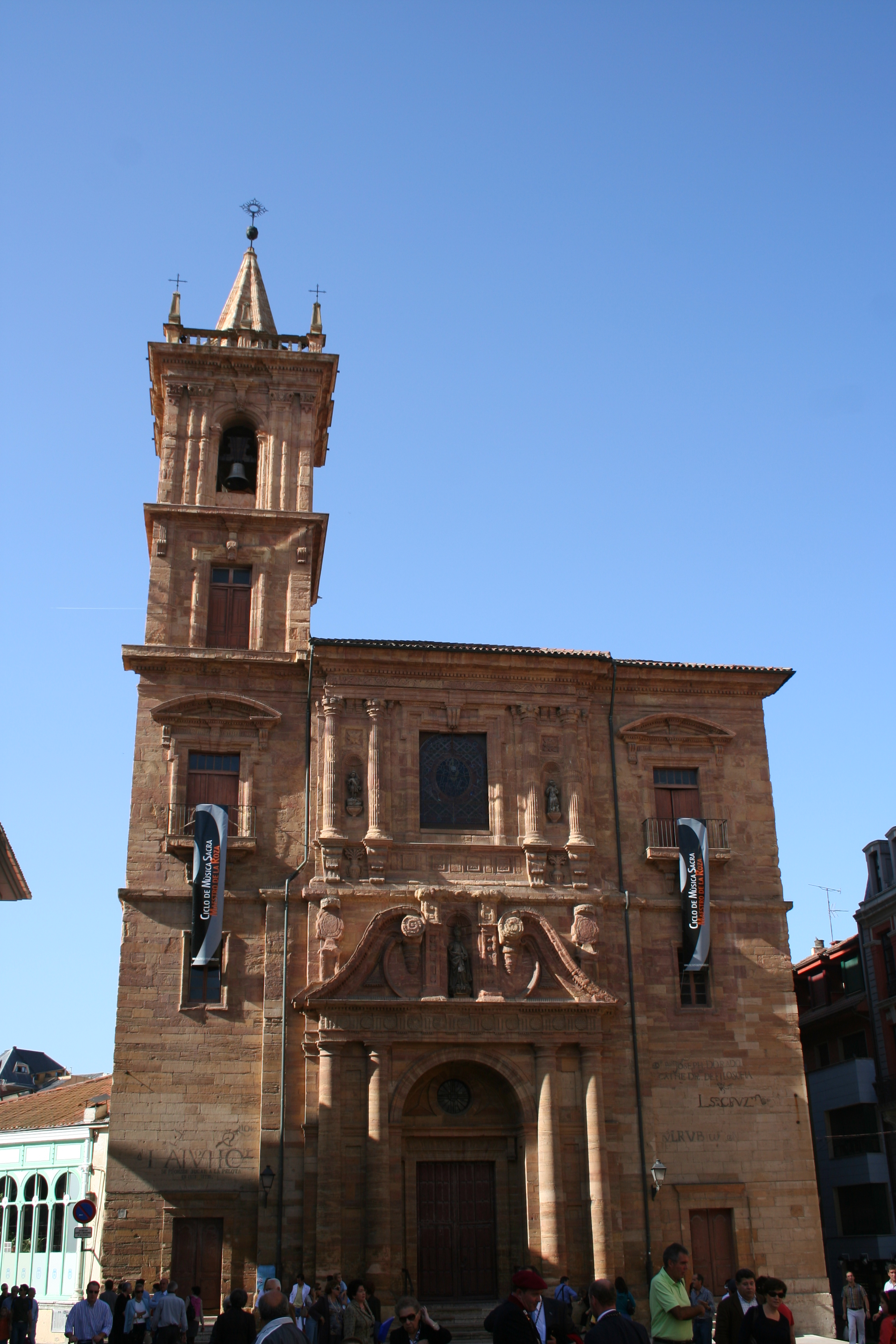
La calle adoptó el nombre en el siglo por la iglesia de San Isidoro

Aunque durante algunos años se conoció como «calle de la Tahona», la vía recuperó en 1869 el título original del siglo XIII, que ha mantenido hasta la actualidad y que debe a la iglesia parroquial de San Isidoro. Nace de la calle Canóniga y discurre hasta Ecce Homo, con la que conecta a la altura de Máximo y Fromestamo. Poco después de comenzar, tiene cruce por el lado de los impares con Ildefonso Martínez. Aparece descrita en El libro de Oviedo (1887) de Fermín Canella y Secades con las siguientes palabras:

San Isidoro.—Lleva el nombre de la antigua iglesia parroquial, convertida después en tahona desde que el cabildo la estableció allí en épocas de escasez, como se ve por acuerdos municipales de 1806, antes de adquirirla con el mismo destino D. Manuel Secades en 1820. A esta circunstancia se debe el nombre de calle de la Tahona, aunque el primitivo fué San Isidoro, y es también el presente por acuerdo municipal de 1869. Aquella iglesia era de las más antiguas de la ciudad, pues ya figura en documentos del siglo XIII, y lo revelan también restos arquitectónicos en la puerta, en arcos interiores y en cabezas de dos esculturas que se guardan en el Museo arqueológico provincial; habiendo sido trasladada la parroquia á la iglesia de San Matías en la Plaza después de la expulsión de los Jesuitas.—Ent.: Canóniga.—Conc.: Ecce-Homo.
(Canella y Secades, 1887, p. 125)